# Lamarche-sur-Saône
Lamarche-sur-Saône ist eine französische Gemeinde mit 1375 Einwohnern (Stand 1. Januar 2022) im Département Côte-d’Or in der Region Bourgogne-Franche-Comté. Sie gehört zum Arrondissement Dijon und zum Kanton Auxonne.
Umgeben wird die Gemeinde von Saint-Léger-Triey, Vonges und Pontailler-sur-Saône im Norden, von Vielverge im Osten, von Poncey-lès-Athée im Süden und von Longchamp im Westen.

## Bevölkerungsentwicklung
| Jahr                       | 1962 | 1968 | 1975 | 1982 | 1990 | 1999 | 2012 | 2019 |
| Einwohner                  | 1088 | 1206 | 1130 | 1256 | 1223 | 1201 | 1303 | 1350 |
| Quellen: Cassini und INSEE |      |      |      |      |      |      |      |      |

## Persönlichkeiten
- Jean-Baptiste Millière (1817–1871), Journalist, Revolutionär und (kurzzeitig) Abgeordneter

## Siehe auch

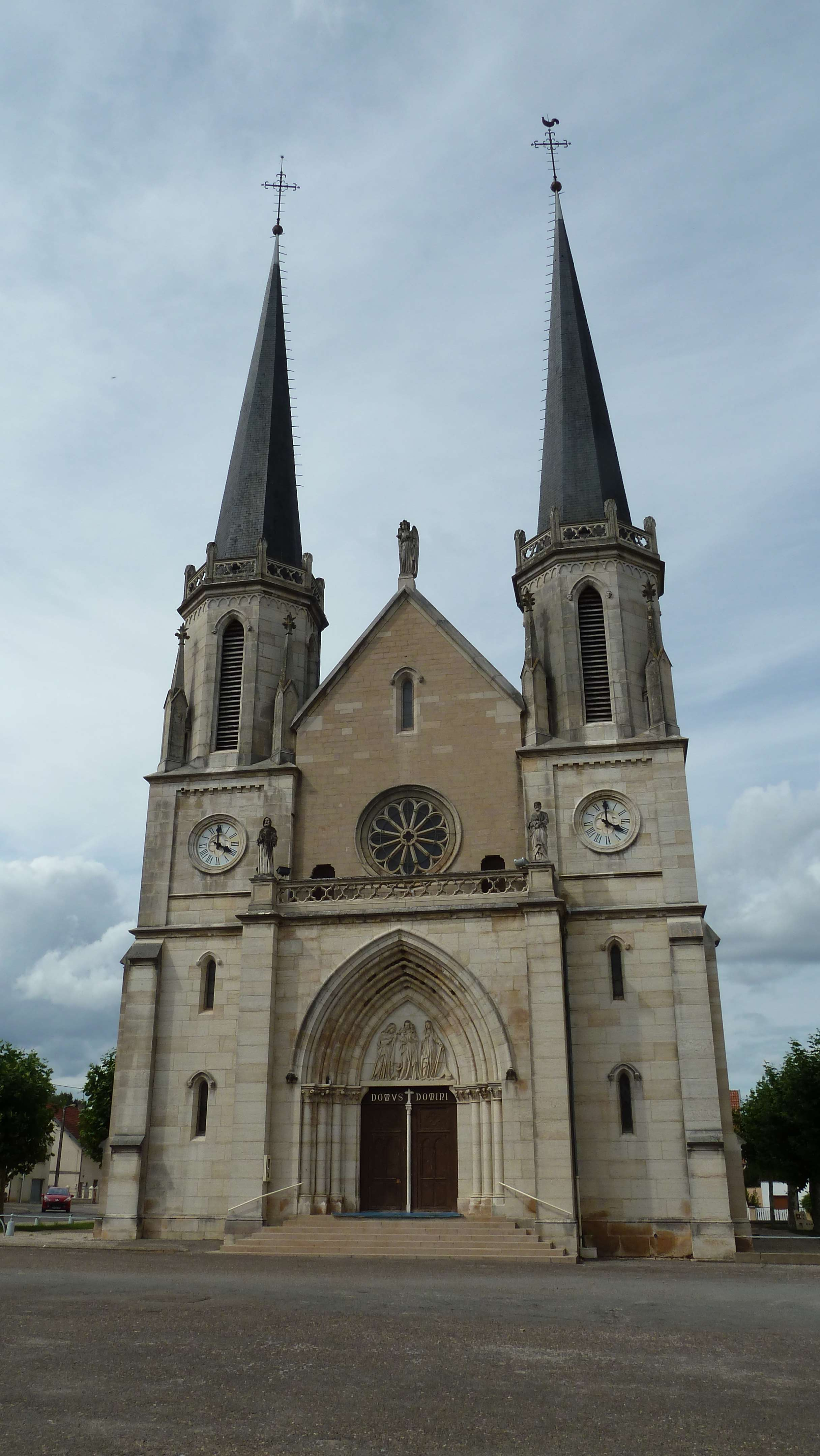
Kirche Saint-Barthélemy